# Турска на Европском првенству у атлетици у дворани 2019.
Турска је учествовала на 35. Европском првенству у дворани 2019 који се одржао у Глазгову, Шкотска, од 1. до 3. марта. Ово је било тридесето Европско првенство у атлетици у дворани од његовог оснивања 1970. године на којем је Турска учествовала. Репрезентацију Турске представљало је 15 спортиста (9 мушкараца и 6 жена) који су се такмичили у 6 дисциплина (3 мушке и 3 женске).
На овом првенству Турска је делила 20 место по броју освојених медаља са 1 сребрном медаљом. У табели успешности према броју и пласману такмичара који су учествовали у финалним такмичењима (првих 8 такмичара) Турска је са 1 такмичарем заузела 28 место са 7 бодова.
| Пл. | Земља  | 1. место | 2. место | 3. место | 4. место | 5. место | 6. место | 7. место | 8. место | Бр. фин.-Бод. |
| --- | ------ | -------- | -------- | -------- | -------- | -------- | -------- | -------- | -------- | ------------- |
| 28. | Турска | -        | 1 - 7    | –        | –        | –        | –        | -        | –        | 1 - 7         |

## Учесници
| Мушкарци: - Емре Зафер Барнес — 60 м - Ајкут Аj — 60 м - Кајхан Озер — 60 м - Јавуз Џан — 400 м - Салих Тексоз — 800 м - Рамазан Оздемир — 3.000 м - Микдат Севлер — 60 м препоне - Алперен Аџет — Скок увис - Кан Озупек — Троскок - Неџати Ер — Троскок - Осман Џан Оздевеџи — Бацање кугле | Жене: - Мизгин Ај — 60 м - Озлем Каја — 1.500 м - Севал Ајаз — 60 м препоне - Емел Дерели — Бацање кугле |  |

## Освајачи медаља (1)

### Сребро (1)
- Емре Зафер Барнес — 60 м

## Резултати

### Мушкарци
| Атлетичар          | Дисциплина   | Лични рекорд | Квалификације | Квалификације | Полуфинале            | Полуфинале            | Финале                | Финале       | Детаљи |
| Атлетичар          | Дисциплина   | Лични рекорд | Резултат      | Место         | Резултат              | Место                 | Резултат              | Место        | Детаљи |
| ------------------ | ------------ | ------------ | ------------- | ------------- | --------------------- | --------------------- | --------------------- | ------------ | ------ |
| Емре Зафер Барнес  | 60 м         | 6,55 НР      | 6,69 КВ       | 1. у гр. 1    | 6,65 КВ               | 1. у гр. 3            | 6,61                  |              |        |
| Ајкут Аj           | 60 м         | 6,69         | 6,73 КВ, ЛРС  | 1. у гр. 2    | 6,73 =ЛРС             | 5. у гр. 1            | Није се квалификовао  | 15 / 44 (45) |        |
| Кајхан Озер        | 60 м         | 6,76         | 6,87          | 5. у гр. 4    | Нису се квалификовали | Нису се квалификовали | Нису се квалификовали | 32 / 44 (45) |        |
| Јавуз Џан          | 400 м        | 46,20 НР     | 47,63         | 4. у гр. 2    | Нису се квалификовали | Нису се квалификовали | Нису се квалификовали | 14 / 21 (22) |        |
| Салих Тексоз       | 800 м        | 1:49,07      | 1:49,54       | 7. у гр. 1    | Нису се квалификовали | Нису се квалификовали | Нису се квалификовали | 21 / 33 (34) |        |
| Рамазан Оздемир    | 3.000 м      | 7:52,64      | 8:20,52       | 5. у гр. 1    |                       |                       | 8:08,92               | 33 / 21 (23) |        |
| Микдат Севлер      | 60 м препоне | 7,85         | 8,01          | 2. у гр. 2    | Није се квалификовао  | Није се квалификовао  | Није се квалификовао  | 27 / 29 (30) |        |
| Алперен Аџет       | Скок увис    | 2,26 НР      | 2,21          | 7. у гр. А    |                       |                       | Нису се квалификовали | 12 / 19      |        |
| Кан Озупек         | Троскок      | 16,62 НР     | 16,28         | 12.           | 12 / 18 (19)          |                       | Нису се квалификовали |              |        |
| Неџати Ер          | Троскок      | 16,61        | 16,21         | 14.           | 14 / 18 (19)          |                       | Нису се квалификовали |              |        |
| Осман Џан Оздевеџи | Бацање кугле | 18,96        | 19,13 ЛР      | 17.           | 17 / 18               |                       | Нису се квалификовали |              |        |

### Жене
| Атлетичарка | Дисциплина   | Лични рекорд | Квалификације | Квалификације | Полуфинале            | Полуфинале            | Финале                | Финале       | Детаљи |
| Атлетичарка | Дисциплина   | Лични рекорд | Резултат      | Место         | Резултат              | Место                 | Резултат              | Место        | Детаљи |
| ----------- | ------------ | ------------ | ------------- | ------------- | --------------------- | --------------------- | --------------------- | ------------ | ------ |
| Мизгин Ај   | 60 м         | 7,37         | 7,42          | 5. у гр. 3    | Није се квалификовала | Није се квалификовала | Није се квалификовала | 28 / 42 (43) |        |
| Озлем Каја  | 1.500 м      | 4:12,55      | 4:29,50       | 6. у гр. 1    |                       |                       | Није се квалификовала | 22 / 22 (24) |        |
| Севал Ајаз  | 60 м препоне | 8,21         | 8,46          | 1. у гр. 2    | Није се квалификовала | Није се квалификовала | Није се квалификовала | 28 / 28      |        |
| Емел Дерели | Бацање кугле | 18,36 НР     | 16,79         | 15.           |                       |                       | Није се квалификовала | 15 / 17      |        |